# Una storia italiana
Una storia italiana è una miniserie televisiva italiana del 1993, diretta da Stefano Reali e liberamente ispirata alle imprese dei fratelli Abbagnale.

## Trama
Giuliano ed Angelo Amitrano sono due fratelli di Castellammare di Stabia. Lo zio, il dottor Vittorio Amitrano, amante del canottaggio cerca di trasmettere ai due nipoti questa sua passione. Il padre, Pietro Amitrano, è molto contrariato nel far intraprendere ai suoi due figli questo sport perché vorrebbe che studiassero per avere una vita migliore rispetto alla sua. Dopo varie discussioni Pietro concede a Giuliano ed Angelo il permesso di allenarsi, ma a patto che si diplomino entrambi senza alcuna insufficienza in nessuna materia durante l'anno scolastico. Durante questa nuova attività i due ragazzi si avvicinano molto allo zio Vittorio, facendo scattare così la gelosia del padre.
Grazie anche all'aiuto della madre Teresa, questa loro situazione familiare riesce a calmarsi. Come se non bastasse anche la Federazione, con la sua invidia e soprattutto con i vari pregiudizi negativi verso il sud, cerca di "frenare" l'attività dei due atleti, ma Giuliano ed Angelo riescono ad andare avanti grazie alle loro molteplici vittorie sportive.

## Produzione
La miniserie è stata girata a Castellammare di Stabia, il Lago di Piediluco (sede del Centro Remiero della Federazione Italiana Canottaggio), Vienna e Plovdiv (Bulgaria). Venne trasmessa in prima visione domenica 17 e lunedì 18 gennaio 1993 su Rai 1.

## Riconoscimenti
Festival della televisione di Monte Carlo
- 1993: Menzione speciale